# 1730
Portal Geschichte | Portal Biografien | Aktuelle Ereignisse | Jahreskalender | Tagesartikel

◄ |
17. Jahrhundert |
18. Jahrhundert
| 19. Jahrhundert | ►

◄ |
1700er |
1710er |
1720er |
1730er
| 1740er | 1750er | 1760er | ►

◄◄ |
◄ |
1726 |
1727 |
1728 |
1729 |
1730
| 1731 | 1732 | 1733 | 1734 | ► | ►►
Staatsoberhäupter  · Nekrolog   · Musikjahr
| Januar | Januar | Januar | Januar | Januar | Januar | Januar | Januar |
| Kw     | Mo     | Di     | Mi     | Do     | Fr     | Sa     | So     |
| ------ | ------ | ------ | ------ | ------ | ------ | ------ | ------ |
| 52     |        |        |        |        |        |        | 1      |
| 1      | 2      | 3      | 4      | 5      | 6      | 7      | 8      |
| 2      | 9      | 10     | 11     | 12     | 13     | 14     | 15     |
| 3      | 16     | 17     | 18     | 19     | 20     | 21     | 22     |
| 4      | 23     | 24     | 25     | 26     | 27     | 28     | 29     |
| 5      | 30     | 31     |        |        |        |        |        |

| Februar | Februar | Februar | Februar | Februar | Februar | Februar | Februar |
| Kw      | Mo      | Di      | Mi      | Do      | Fr      | Sa      | So      |
| ------- | ------- | ------- | ------- | ------- | ------- | ------- | ------- |
| 5       |         |         | 1       | 2       | 3       | 4       | 5       |
| 6       | 6       | 7       | 8       | 9       | 10      | 11      | 12      |
| 7       | 13      | 14      | 15      | 16      | 17      | 18      | 19      |
| 8       | 20      | 21      | 22      | 23      | 24      | 25      | 26      |
| 9       | 27      | 28      |         |         |         |         |         |

| März | März | März | März | März | März | März | März |
| Kw   | Mo   | Di   | Mi   | Do   | Fr   | Sa   | So   |
| ---- | ---- | ---- | ---- | ---- | ---- | ---- | ---- |
| 9    |      |      | 1    | 2    | 3    | 4    | 5    |
| 10   | 6    | 7    | 8    | 9    | 10   | 11   | 12   |
| 11   | 13   | 14   | 15   | 16   | 17   | 18   | 19   |
| 12   | 20   | 21   | 22   | 23   | 24   | 25   | 26   |
| 13   | 27   | 28   | 29   | 30   | 31   |      |      |

| April | April | April | April | April | April | April | April |
| Kw    | Mo    | Di    | Mi    | Do    | Fr    | Sa    | So    |
| ----- | ----- | ----- | ----- | ----- | ----- | ----- | ----- |
| 13    |       |       |       |       |       | 1     | 2     |
| 14    | 3     | 4     | 5     | 6     | 7     | 8     | 9     |
| 15    | 10    | 11    | 12    | 13    | 14    | 15    | 16    |
| 16    | 17    | 18    | 19    | 20    | 21    | 22    | 23    |
| 17    | 24    | 25    | 26    | 27    | 28    | 29    | 30    |

| Mai | Mai | Mai | Mai | Mai | Mai | Mai | Mai |
| Kw  | Mo  | Di  | Mi  | Do  | Fr  | Sa  | So  |
| --- | --- | --- | --- | --- | --- | --- | --- |
| 18  | 1   | 2   | 3   | 4   | 5   | 6   | 7   |
| 19  | 8   | 9   | 10  | 11  | 12  | 13  | 14  |
| 20  | 15  | 16  | 17  | 18  | 19  | 20  | 21  |
| 21  | 22  | 23  | 24  | 25  | 26  | 27  | 28  |
| 22  | 29  | 30  | 31  |     |     |     |     |

| Juni | Juni | Juni | Juni | Juni | Juni | Juni | Juni |
| Kw   | Mo   | Di   | Mi   | Do   | Fr   | Sa   | So   |
| ---- | ---- | ---- | ---- | ---- | ---- | ---- | ---- |
| 22   |      |      |      | 1    | 2    | 3    | 4    |
| 23   | 5    | 6    | 7    | 8    | 9    | 10   | 11   |
| 24   | 12   | 13   | 14   | 15   | 16   | 17   | 18   |
| 25   | 19   | 20   | 21   | 22   | 23   | 24   | 25   |
| 26   | 26   | 27   | 28   | 29   | 30   |      |      |

| Juli | Juli | Juli | Juli | Juli | Juli | Juli | Juli |
| Kw   | Mo   | Di   | Mi   | Do   | Fr   | Sa   | So   |
| ---- | ---- | ---- | ---- | ---- | ---- | ---- | ---- |
| 26   |      |      |      |      |      | 1    | 2    |
| 27   | 3    | 4    | 5    | 6    | 7    | 8    | 9    |
| 28   | 10   | 11   | 12   | 13   | 14   | 15   | 16   |
| 29   | 17   | 18   | 19   | 20   | 21   | 22   | 23   |
| 30   | 24   | 25   | 26   | 27   | 28   | 29   | 30   |
| 31   | 31   |      |      |      |      |      |      |

| August | August | August | August | August | August | August | August |
| Kw     | Mo     | Di     | Mi     | Do     | Fr     | Sa     | So     |
| ------ | ------ | ------ | ------ | ------ | ------ | ------ | ------ |
| 31     |        | 1      | 2      | 3      | 4      | 5      | 6      |
| 32     | 7      | 8      | 9      | 10     | 11     | 12     | 13     |
| 33     | 14     | 15     | 16     | 17     | 18     | 19     | 20     |
| 34     | 21     | 22     | 23     | 24     | 25     | 26     | 27     |
| 35     | 28     | 29     | 30     | 31     |        |        |        |

| September | September | September | September | September | September | September | September |
| Kw        | Mo        | Di        | Mi        | Do        | Fr        | Sa        | So        |
| --------- | --------- | --------- | --------- | --------- | --------- | --------- | --------- |
| 35        |           |           |           |           | 1         | 2         | 3         |
| 36        | 4         | 5         | 6         | 7         | 8         | 9         | 10        |
| 37        | 11        | 12        | 13        | 14        | 15        | 16        | 17        |
| 38        | 18        | 19        | 20        | 21        | 22        | 23        | 24        |
| 39        | 25        | 26        | 27        | 28        | 29        | 30        |           |

| Oktober | Oktober | Oktober | Oktober | Oktober | Oktober | Oktober | Oktober |
| Kw      | Mo      | Di      | Mi      | Do      | Fr      | Sa      | So      |
| ------- | ------- | ------- | ------- | ------- | ------- | ------- | ------- |
| 39      |         |         |         |         |         |         | 1       |
| 40      | 2       | 3       | 4       | 5       | 6       | 7       | 8       |
| 41      | 9       | 10      | 11      | 12      | 13      | 14      | 15      |
| 42      | 16      | 17      | 18      | 19      | 20      | 21      | 22      |
| 43      | 23      | 24      | 25      | 26      | 27      | 28      | 29      |
| 44      | 30      | 31      |         |         |         |         |         |

| November | November | November | November | November | November | November | November |
| Kw       | Mo       | Di       | Mi       | Do       | Fr       | Sa       | So       |
| -------- | -------- | -------- | -------- | -------- | -------- | -------- | -------- |
| 44       |          |          | 1        | 2        | 3        | 4        | 5        |
| 45       | 6        | 7        | 8        | 9        | 10       | 11       | 12       |
| 46       | 13       | 14       | 15       | 16       | 17       | 18       | 19       |
| 47       | 20       | 21       | 22       | 23       | 24       | 25       | 26       |
| 48       | 27       | 28       | 29       | 30       |          |          |          |

| Dezember | Dezember | Dezember | Dezember | Dezember | Dezember | Dezember | Dezember |
| Kw       | Mo       | Di       | Mi       | Do       | Fr       | Sa       | So       |
| -------- | -------- | -------- | -------- | -------- | -------- | -------- | -------- |
| 48       |          |          |          |          | 1        | 2        | 3        |
| 49       | 4        | 5        | 6        | 7        | 8        | 9        | 10       |
| 50       | 11       | 12       | 13       | 14       | 15       | 16       | 17       |
| 51       | 18       | 19       | 20       | 21       | 22       | 23       | 24       |
| 52       | 25       | 26       | 27       | 28       | 29       | 30       | 31       |

| Januar | Januar | Januar | Januar | Januar | Januar | Januar | Januar |
| Kw     | Mo     | Di     | Mi     | Do     | Fr     | Sa     | So     |
| ------ | ------ | ------ | ------ | ------ | ------ | ------ | ------ |
| 52     |        |        |        |        |        |        | 1      |
| 1      | 2      | 3      | 4      | 5      | 6      | 7      | 8      |
| 2      | 9      | 10     | 11     | 12     | 13     | 14     | 15     |
| 3      | 16     | 17     | 18     | 19     | 20     | 21     | 22     |
| 4      | 23     | 24     | 25     | 26     | 27     | 28     | 29     |
| 5      | 30     | 31     |        |        |        |        |        |

| Februar | Februar | Februar | Februar | Februar | Februar | Februar | Februar |
| Kw      | Mo      | Di      | Mi      | Do      | Fr      | Sa      | So      |
| ------- | ------- | ------- | ------- | ------- | ------- | ------- | ------- |
| 5       |         |         | 1       | 2       | 3       | 4       | 5       |
| 6       | 6       | 7       | 8       | 9       | 10      | 11      | 12      |
| 7       | 13      | 14      | 15      | 16      | 17      | 18      | 19      |
| 8       | 20      | 21      | 22      | 23      | 24      | 25      | 26      |
| 9       | 27      | 28      |         |         |         |         |         |

| März | März | März | März | März | März | März | März |
| Kw   | Mo   | Di   | Mi   | Do   | Fr   | Sa   | So   |
| ---- | ---- | ---- | ---- | ---- | ---- | ---- | ---- |
| 9    |      |      | 1    | 2    | 3    | 4    | 5    |
| 10   | 6    | 7    | 8    | 9    | 10   | 11   | 12   |
| 11   | 13   | 14   | 15   | 16   | 17   | 18   | 19   |
| 12   | 20   | 21   | 22   | 23   | 24   | 25   | 26   |
| 13   | 27   | 28   | 29   | 30   | 31   |      |      |

| April | April | April | April | April | April | April | April |
| Kw    | Mo    | Di    | Mi    | Do    | Fr    | Sa    | So    |
| ----- | ----- | ----- | ----- | ----- | ----- | ----- | ----- |
| 13    |       |       |       |       |       | 1     | 2     |
| 14    | 3     | 4     | 5     | 6     | 7     | 8     | 9     |
| 15    | 10    | 11    | 12    | 13    | 14    | 15    | 16    |
| 16    | 17    | 18    | 19    | 20    | 21    | 22    | 23    |
| 17    | 24    | 25    | 26    | 27    | 28    | 29    | 30    |

| Mai | Mai | Mai | Mai | Mai | Mai | Mai | Mai |
| Kw  | Mo  | Di  | Mi  | Do  | Fr  | Sa  | So  |
| --- | --- | --- | --- | --- | --- | --- | --- |
| 18  | 1   | 2   | 3   | 4   | 5   | 6   | 7   |
| 19  | 8   | 9   | 10  | 11  | 12  | 13  | 14  |
| 20  | 15  | 16  | 17  | 18  | 19  | 20  | 21  |
| 21  | 22  | 23  | 24  | 25  | 26  | 27  | 28  |
| 22  | 29  | 30  | 31  |     |     |     |     |

| Juni | Juni | Juni | Juni | Juni | Juni | Juni | Juni |
| Kw   | Mo   | Di   | Mi   | Do   | Fr   | Sa   | So   |
| ---- | ---- | ---- | ---- | ---- | ---- | ---- | ---- |
| 22   |      |      |      | 1    | 2    | 3    | 4    |
| 23   | 5    | 6    | 7    | 8    | 9    | 10   | 11   |
| 24   | 12   | 13   | 14   | 15   | 16   | 17   | 18   |
| 25   | 19   | 20   | 21   | 22   | 23   | 24   | 25   |
| 26   | 26   | 27   | 28   | 29   | 30   |      |      |

| Juli | Juli | Juli | Juli | Juli | Juli | Juli | Juli |
| Kw   | Mo   | Di   | Mi   | Do   | Fr   | Sa   | So   |
| ---- | ---- | ---- | ---- | ---- | ---- | ---- | ---- |
| 26   |      |      |      |      |      | 1    | 2    |
| 27   | 3    | 4    | 5    | 6    | 7    | 8    | 9    |
| 28   | 10   | 11   | 12   | 13   | 14   | 15   | 16   |
| 29   | 17   | 18   | 19   | 20   | 21   | 22   | 23   |
| 30   | 24   | 25   | 26   | 27   | 28   | 29   | 30   |
| 31   | 31   |      |      |      |      |      |      |

| August | August | August | August | August | August | August | August |
| Kw     | Mo     | Di     | Mi     | Do     | Fr     | Sa     | So     |
| ------ | ------ | ------ | ------ | ------ | ------ | ------ | ------ |
| 31     |        | 1      | 2      | 3      | 4      | 5      | 6      |
| 32     | 7      | 8      | 9      | 10     | 11     | 12     | 13     |
| 33     | 14     | 15     | 16     | 17     | 18     | 19     | 20     |
| 34     | 21     | 22     | 23     | 24     | 25     | 26     | 27     |
| 35     | 28     | 29     | 30     | 31     |        |        |        |

| September | September | September | September | September | September | September | September |
| Kw        | Mo        | Di        | Mi        | Do        | Fr        | Sa        | So        |
| --------- | --------- | --------- | --------- | --------- | --------- | --------- | --------- |
| 35        |           |           |           |           | 1         | 2         | 3         |
| 36        | 4         | 5         | 6         | 7         | 8         | 9         | 10        |
| 37        | 11        | 12        | 13        | 14        | 15        | 16        | 17        |
| 38        | 18        | 19        | 20        | 21        | 22        | 23        | 24        |
| 39        | 25        | 26        | 27        | 28        | 29        | 30        |           |

| Oktober | Oktober | Oktober | Oktober | Oktober | Oktober | Oktober | Oktober |
| Kw      | Mo      | Di      | Mi      | Do      | Fr      | Sa      | So      |
| ------- | ------- | ------- | ------- | ------- | ------- | ------- | ------- |
| 39      |         |         |         |         |         |         | 1       |
| 40      | 2       | 3       | 4       | 5       | 6       | 7       | 8       |
| 41      | 9       | 10      | 11      | 12      | 13      | 14      | 15      |
| 42      | 16      | 17      | 18      | 19      | 20      | 21      | 22      |
| 43      | 23      | 24      | 25      | 26      | 27      | 28      | 29      |
| 44      | 30      | 31      |         |         |         |         |         |

| November | November | November | November | November | November | November | November |
| Kw       | Mo       | Di       | Mi       | Do       | Fr       | Sa       | So       |
| -------- | -------- | -------- | -------- | -------- | -------- | -------- | -------- |
| 44       |          |          | 1        | 2        | 3        | 4        | 5        |
| 45       | 6        | 7        | 8        | 9        | 10       | 11       | 12       |
| 46       | 13       | 14       | 15       | 16       | 17       | 18       | 19       |
| 47       | 20       | 21       | 22       | 23       | 24       | 25       | 26       |
| 48       | 27       | 28       | 29       | 30       |          |          |          |

| Dezember | Dezember | Dezember | Dezember | Dezember | Dezember | Dezember | Dezember |
| Kw       | Mo       | Di       | Mi       | Do       | Fr       | Sa       | So       |
| -------- | -------- | -------- | -------- | -------- | -------- | -------- | -------- |
| 48       |          |          |          |          | 1        | 2        | 3        |
| 49       | 4        | 5        | 6        | 7        | 8        | 9        | 10       |
| 50       | 11       | 12       | 13       | 14       | 15       | 16       | 17       |
| 51       | 18       | 19       | 20       | 21       | 22       | 23       | 24       |
| 52       | 25       | 26       | 27       | 28       | 29       | 30       | 31       |

## Ereignisse

### Politik und Weltgeschehen

#### Das Zeithainer Lustlager und seine Folgen

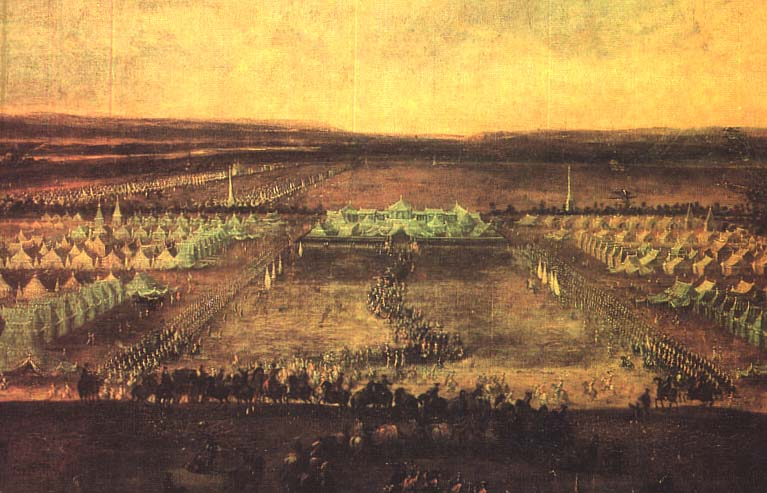
Lager bei Zeithain, Gemälde von Johann Alexander Thiele

Der sächsische Kurfürst August der Starke, gleichzeitig König von Polen, hält vom 31. Mai bis zum 28. Juni das sogenannte Zeithainer Lustlager ab, eine grandiose Truppenschau, verbunden mit der Darstellung königlicher Pracht unweit der Städte Riesa und Großenhain zwischen den Orten Zeithain, Glaubitz und Streumen in der Nähe der sächsisch-brandenburgischen Landesgrenze. Vor 48 geladenen europäischen Fürsten und deren Militärs präsentiert August seine Armee im Manöver, organisiert vom Generalfeldmarschall Graf Wackerbarth, worauf großartige Festlichkeiten folgen, abgeschlossen mit einem Feuerwerk bei Riesa. Das Zeithainer Lustlager stellt nicht nur die militärische Leistungsfähigkeit, sondern auch den hohen Stand der sächsischen Kunst und Kultur zur Schau.

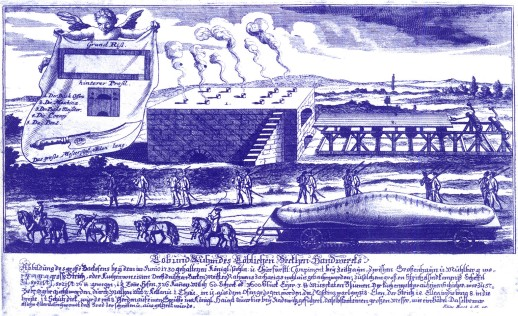
Der Zeithainer Riesenstollen mit dem Stollenmesser, Kupferstich von Elias Back

Zu den zahlreichen Höhepunkten des Festes gehört die Präsentation eines nach historischen Überlieferungen 1,8 Tonnen schweren, 18 Ellen langen und 8 Ellen breiten Christstollens, welcher vom Dresdner Bäckermeister Andreas Zacharias unter Mithilfe von 60 Bäckergesellen geschaffen worden ist. Für dieses Spektakel hat Oberlandbaumeister Matthäus Daniel Pöppelmann eigens einen Ofen gebaut, von welchem der Stollen mit Hilfe eines von acht Pferden gezogenen Wagens in Augusts Lager gebracht wird. Für den Anschnitt des Backwerks nutzt man das für dieses Fest geschaffene Große Stollenmesser, ein 1,6 Meter langes Küchengerät aus Sterlingsilber.
Auf dem Zeltlager kommt es zu einem heftigen Streit zwischen dem preußischen König Friedrich Wilhelm I. und seinem Sohn Friedrich, woraufhin letzterer seinem Freund Hans Hermann von Katte anvertraut, nach Frankreich fliehen und sich damit der Erziehungsgewalt seines Vaters entziehen zu wollen. Katte versucht Friedrich zwar von seinem Plan abzubringen, unterstützt ihn dann jedoch bei der Durchführung.

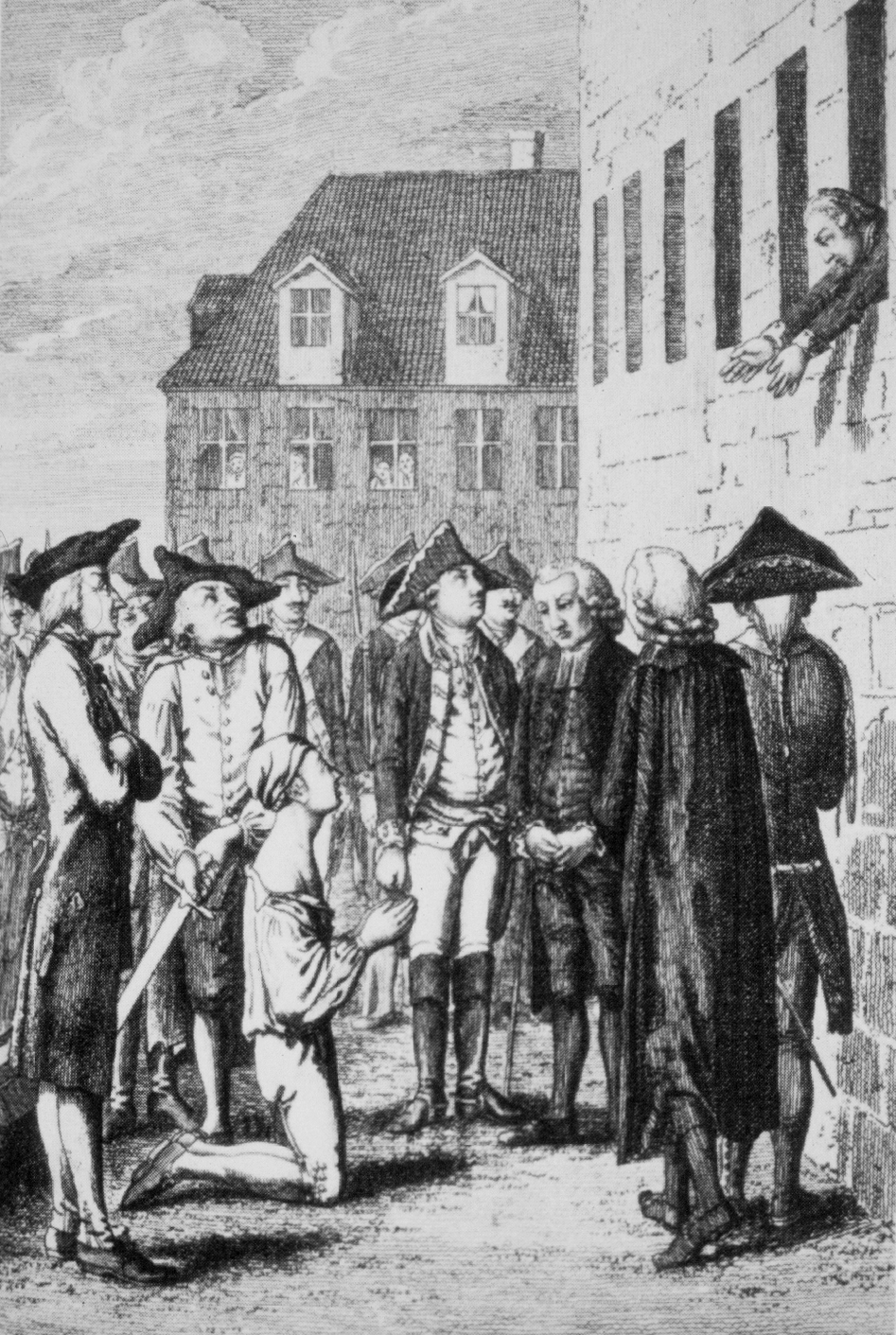
Kattes Hinrichtung

Am 5. August wird Kronprinz Friedrich bei der Flucht vor seinem Vater aufgegriffen und erhält Festungshaft in der Festung Küstrin. Sein Freund Hans Hermann von Katte wird von einem Militärgericht wegen Fahnenflucht und Hochverrats zu lebenslanger Festungshaft verurteilt. Der preußische König Friedrich Wilhelm I. wandelt die Strafe in die Todesstrafe um und zwingt seinen Sohn bei der Hinrichtung seines Freundes am 6. November zuzusehen. Friedrichs Page und Mitwisser Peter Karl Christoph von Keith kann mit Unterstützung des britischen Gesandten Philip Stanhope, 4. Earl of Chesterfield, rechtzeitig nach England entkommen. Er wird wegen der Beteiligung an Friedrichs Fluchtplänen als Deserteur in effigie gehängt. Nach Friedrichs Thronbesteigung kehrte Keith 1740 nach Preußen zurück.

#### Weitere Ereignisse in Preußen
Das preußische Generaljudenreglement beschränkt die Anzahl der jüdischen Familien in Berlin auf 100.

#### Königreich Sardinien/Herzogtum Savoyen
- 2. August: König Viktor Amadeus II. von Sardinien schließt heimlich in der Kapelle des Turiner Königspalastes eine morganatische Ehe mit Anna Canalis di Cumiana.
- 3. September: Zur Überraschung des gesamten Königshofs dankt Viktor Amadeus II. zugunsten seines Sohnes Karl Emanuel III. als König von Sardinien-Piemont ab. Er übernimmt dafür von diesem das Herzogtum Savoyen.

#### Skandinavien

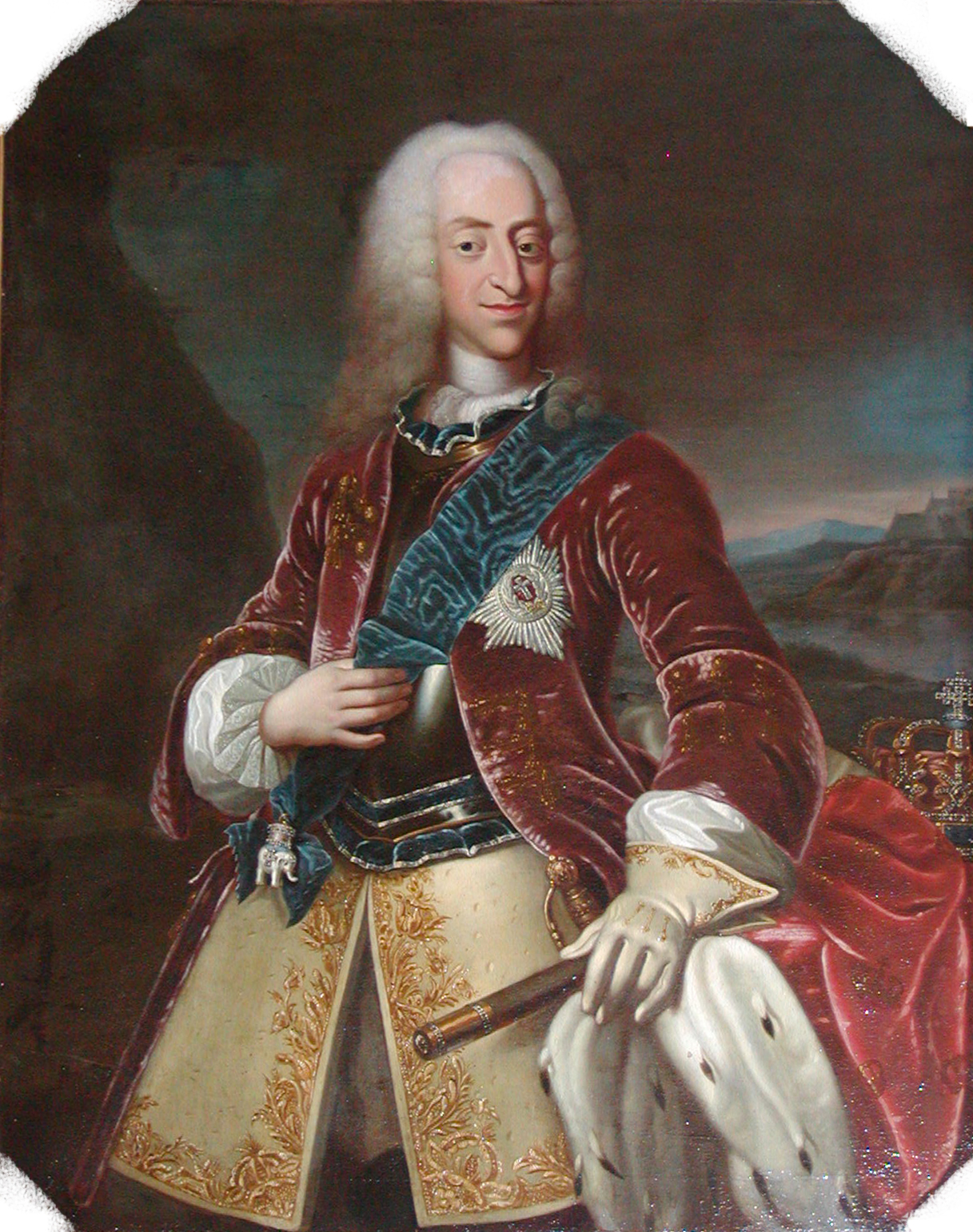
Christian VI., Gemälde von Johann Salomon Wahl

- 12. Oktober: Christian VI. folgt seinem verstorbenen Vater Friedrich IV. als König von Dänemark und Norwegen, Herzog von Schleswig und Holstein und Graf von Oldenburg und Delmenhorst nach.

#### Russland
- 29. Januar: Wenige Tage vor seiner geplanten Hochzeit stirbt Kaiser Peter II. an den Pocken. Anna Iwanowna, Tochter Iwans V., wird nach seinem Tod mit Unterstützung des Kanzlers Heinrich Johann Friedrich Ostermann Kaiserin von Russland, obwohl Anna und Elisabeth, die zwei Töchter Peters des Großen, vorrangig Ansprüche auf den Thorn gehabt hätten. Ostermann verhandelt für die von ihm favorisierte Thronfolge mit den Bojaren und unter dem schriftlichen Zugeständnis, dass Adel und Senat Mitbestimmungsrechte bei der Politik bekämen, wird Anna inthronisiert. Sie widersetzt sich jedoch erfolgreich dem Versuch des Obersten Geheimen Rates, durch eine Wahlkapitulation die Rechte der Autokratie einschränken und eine oligarchische Mitbestimmung festschreiben zu lassen. Sie widerruft nach ihrer Krönung die von ihr in Mitau unterzeichneten Wahlkonditionen. Am 8. März verkündet Anna die Restauration der Autokratie in Russland. Der Oberste Geheime Rat wird am 14. März aufgelöst. Diese handstreichartige Machtergreifung bleibt allerdings eine Einzelerscheinung. Anna kümmert sich in der Folge wenig um die Regierungsgeschäfte, die von ihrem Vertrauten Ernst Johann von Biron geführt werden, und zieht es vor, ihren Vergnügungen nachzugehen. Die Zeit der Bironowschtschina beginnt. Der ausgeprägte Luxus, mit dem sich die Kaiserin umgibt, ist selbst nach den Maßstäben des russischen Hofes einzigartig.
- 30. September: Die Erneuerung der preußisch-russischen Allianz gründet auf den Bestimmungen der vier Jahre zuvor geschlossenen Defensivallianz und der Erneuerung drei Jahre später. Der erneuerte Vertrag soll das gute Verhältnis beider Staaten nach dem Tod des russischen Kaisers Peter II. sichern.

#### Osmanisches Reich/Persien
Der persische Herrscher Tahmasp II. aus der Safawiden-Dynastie beginnt einen Krieg gegen das Osmanische Reich. Sein Heerführer Nadir fügt den Osmanen eine schwere Niederlage zu.

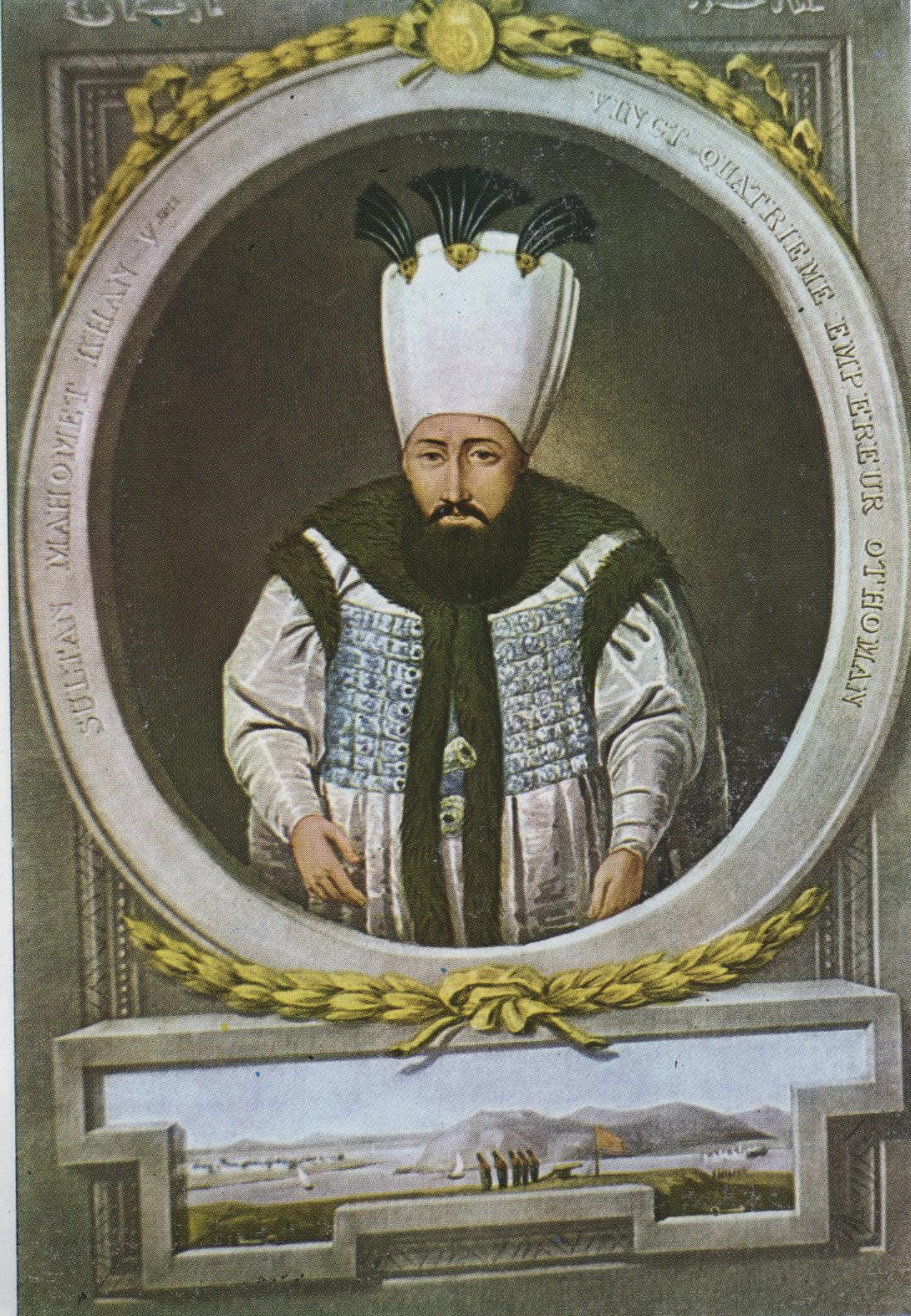
Mahmud I.

Im Osmanischen Reich bricht als Folge der Niederlage der Patrona-Halil-Aufstand aus. Die Janitscharen übernehmen die Kontrolle in Istanbul und fordern von Sultan Ahmed III. die Herausgabe seines Großwesirs Nevşehirli Damat İbrahim Pascha, den sie für die Niederlage verantwortlich machen. Der Sultan gibt nach, wird aber dennoch im September abgesetzt, gefangen genommen und durch seinen Neffen Mahmud I. ersetzt.
Am 1. Oktober wird Großwesir Nevşehirli Damat İbrahim Pascha mit einigen seiner Vertrauten ermordet, darunter auch der Dichter Nedîm. Damit endet die sogenannte „Tulpenzeit“ im Osmanischen Reich.

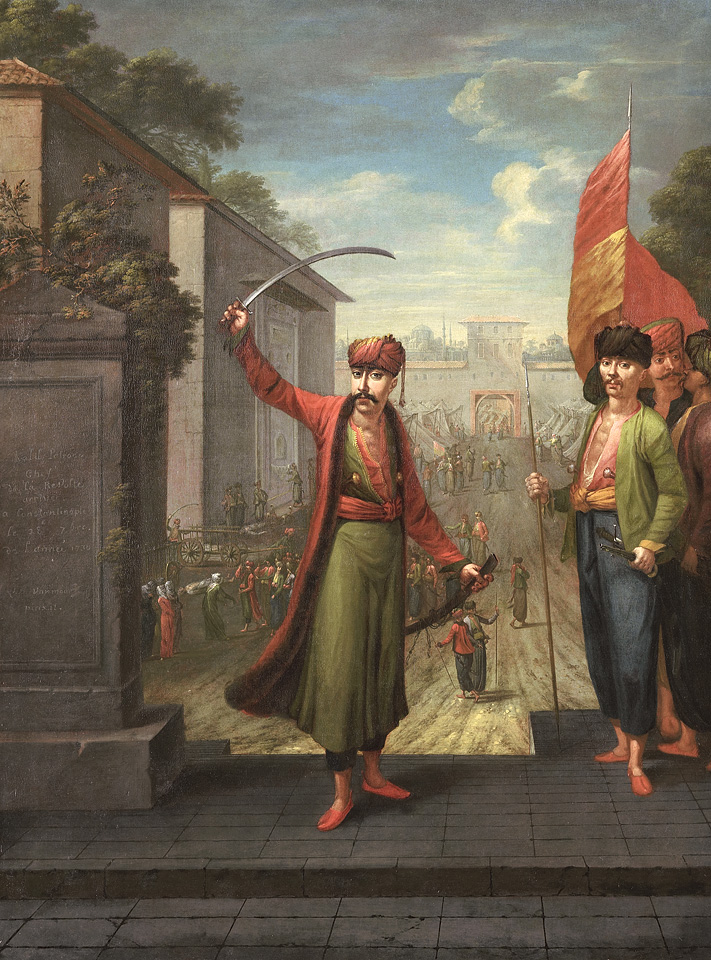
Patrona Halil, Gemälde von Jean-Baptiste van Mour

Viele Prunkvillen im Stadtteil Kağıthane und andere Gebäude, die in den Augen der Aufständischen für die Dekadenz der Tulpenzeit stehen, werden zerstört. Vier Wochen nach dem Aufstand ist das Reich in den Händen der Aufständischen. Ihr Anführer Patrona Halil lässt Mahmud I. in der Eyüp-Sultan-Moschee mit dem Schwert Osmans zum Sultan erheben. Zahlreiche Regierungsmitglieder werden abgesetzt und neue durch die Rebellen eingesetzt.
Dem neuen Großwesir gelingt es jedoch, die immer anmaßender auftretenden Rebellen mit Hilfe des Krimkhans, des Muftis und des Aghas der Janitscharen aus der Regierung zu verdrängen und Patrona Halil verhaften zu lassen. Dieser wird gemeinsam mit über 7.000 Aufständischen zum Tode verurteilt und hingerichtet.

### Wirtschaft
- 3. Februar: Die Nummer 1 der englischen Tageszeitung The Daily Advertiser erscheint in London. Sie wird von der Druckerei Matthew Jenour herausgegeben.

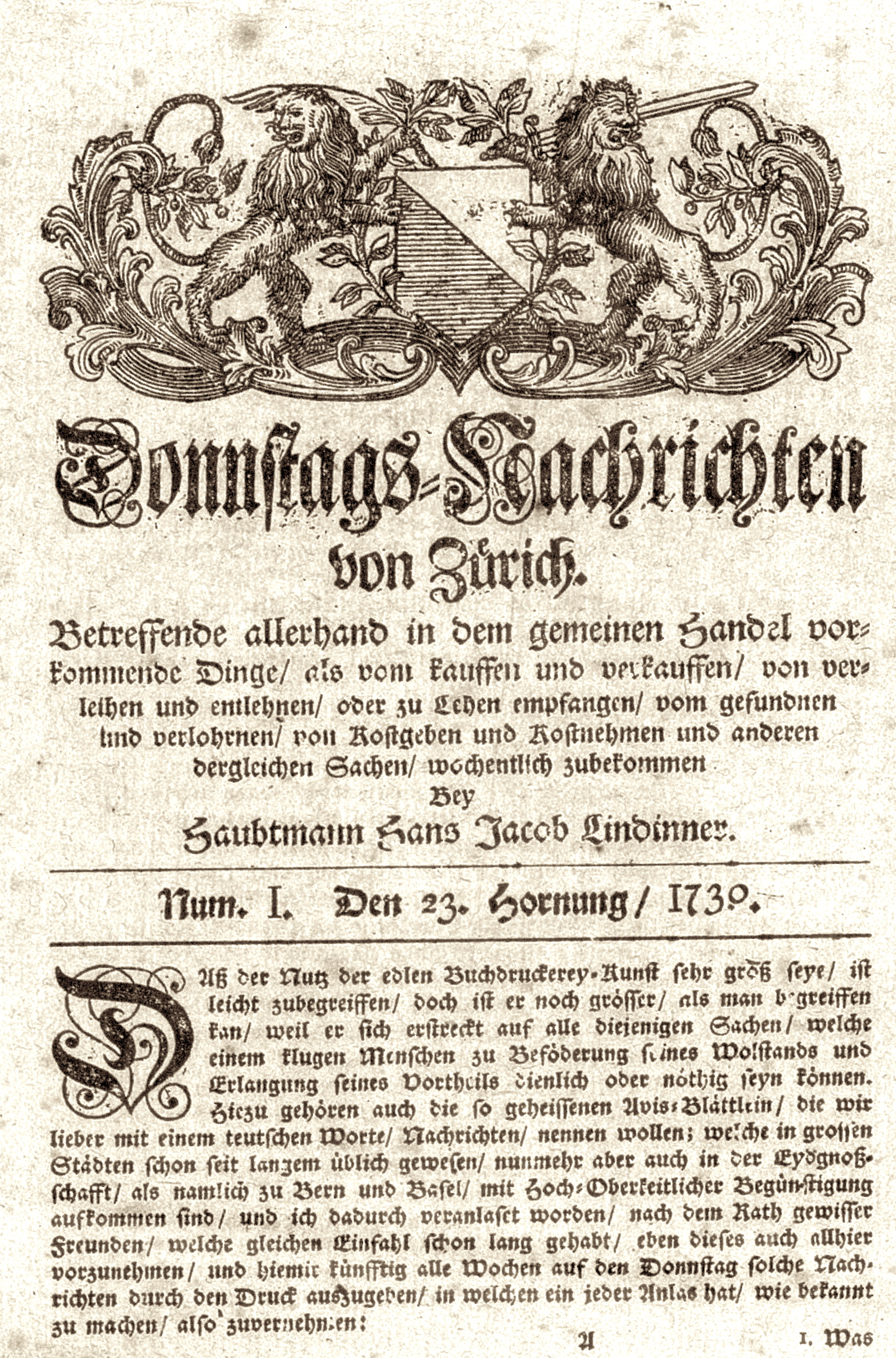
Erstausgabe vom 23. Februar 1730

- 23. Februar: In Zürich erscheinen erstmals die Donnstags-Nachrichten.
- Die 1664 gegründete Zeitung Nordischer Mercurius stellt ihr Erscheinen ein.
- In Österreich werden zwischen Wien und Graz sowie zwischen Graz und Fiume mit sogenannten Poststellwagen erstmals Pferdeomnibusse im regulären Linienverkehr betrieben.

### Kultur

#### Architektur
- In Mafra wird der vom schwäbischen Architekten Johann Friedrich Ludwig geplante Palácio Nacional eingeweiht.

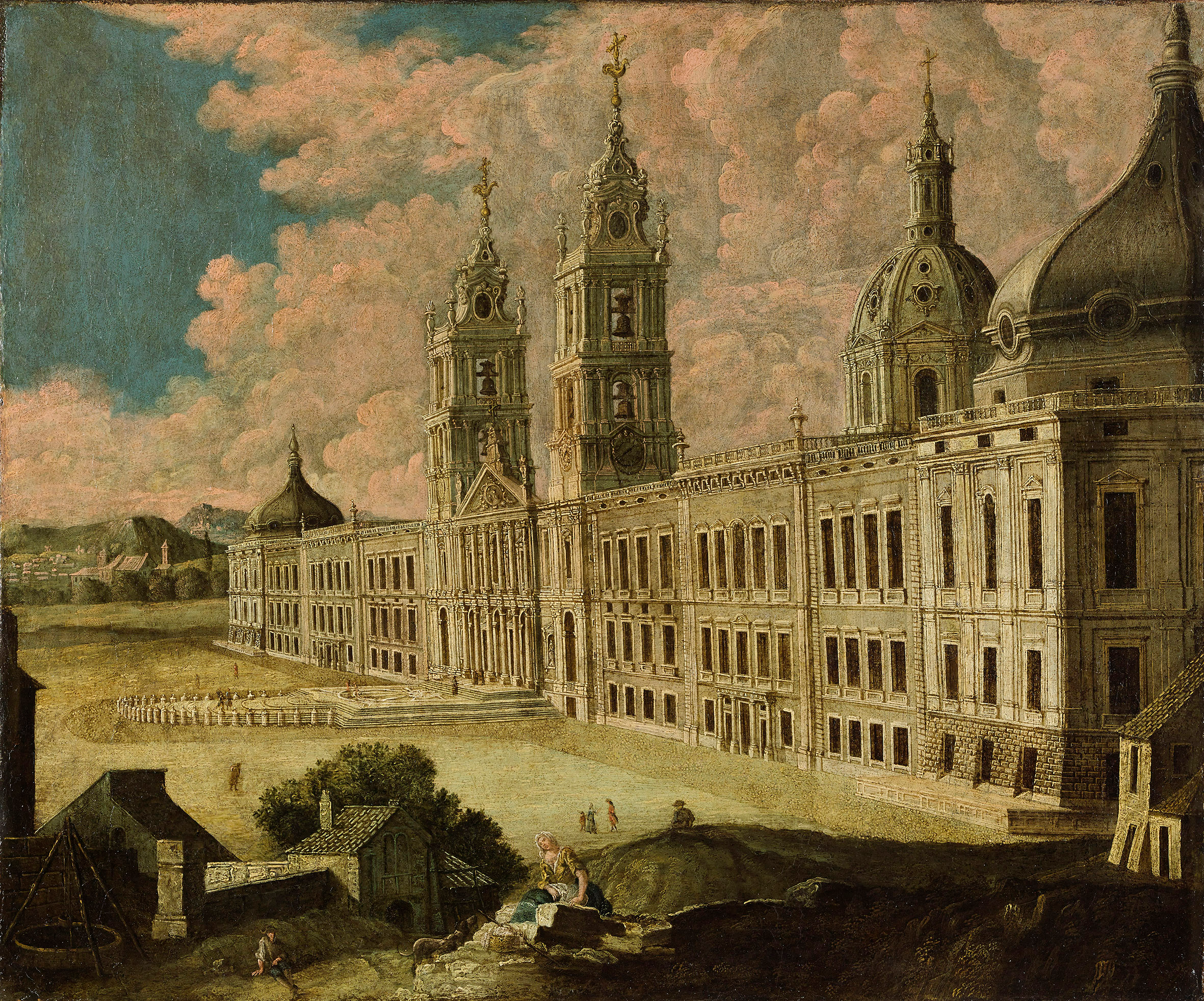
Der Palácio Nacional vor 1755

#### Literatur

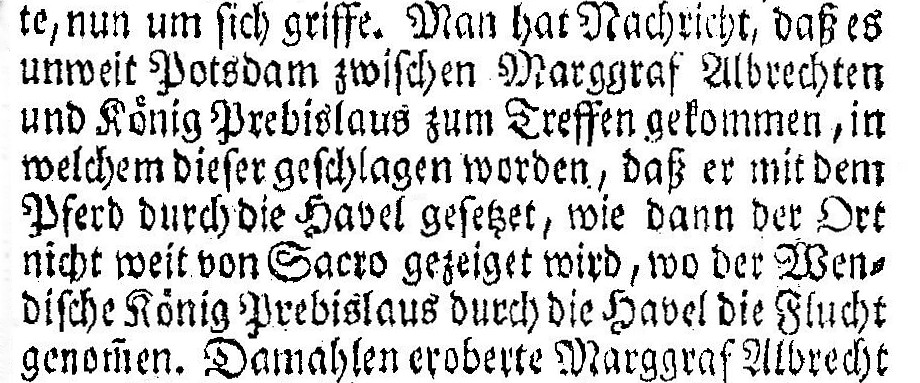
Die erste bekannte Niederschrift der Sage

#### Musik und Theater
- 2. Januar: Die erste Vertonung des Librettos Alessandro nell’Indie von Pietro Metastasio durch Leonardo Vinci hat ihre Uraufführung in Rom.
- 23. Januar: Die Komödie Le Jeu de l'amour et du hasard (Das Spiel von Liebe und Zufall) von Pierre Carlet de Marivaux wird in Frankreich uraufgeführt.
- 4. Februar: Das Libretto Artaserse von Pietro Metastasio wird ebenfalls in der ersten Vertonung durch Leonardo Vinci am Teatro delle Dame in Rom uraufgeführt.

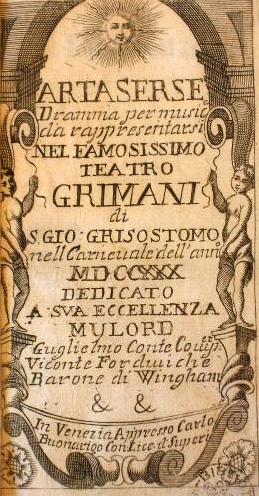
Titelseite des Librettos

- 11. Februar: Artaserse, eine Opera seria in drei Akten von Johann Adolph Hasse nach dem Libretto Artaserse von Pietro Metastasio hat seine Uraufführung am Teatro San Giovanni Grisostomo in Venedig. Die männliche Hauptrolle des Prinzen Arbace singt der berühmte Kastrat Farinelli.

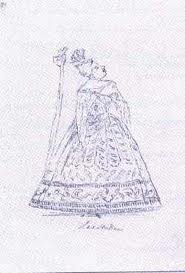
Zeitgenössische Karikatur der Anna Maria Strada

- 24. Februar: Die Oper Partenope von Georg Friedrich Händel hat ihre Uraufführung am King’s Theatre am Haymarket in London. Sie ist Händels zweite Oper für die von Händel und Johann Jacob Heidegger gegründete zweite Opernakademie. Er wendet sich darin von dem pathetisch-heroischen Stil ab, der dem Vorgängerwerk Lotario seinen Misserfolg eingehandelt hat. Das Libretto stammt von Silvio Stampiglia aus dem Jahr 1699. Die Hauptrollen singen unter anderem Anna Maria Strada, Antonio Bernacchi und Francesca Bertolli. Auch diesem Werk Händels ist kein Erfolg beschieden.
- 4. April: Am King’s Theatre wird das Dramma per musica Ormisda mit großem Erfolg uraufgeführt. Die Musik stammt von Leonardo Vinci, Johann Adolf Hasse und Giuseppe Maria Orlandini. Das Libretto ist eine Adaption des Ormisda von Apostolo Zeno und wurde vermutlich von Georg Friedrich Händel zu einem Pasticcio bearbeitet.
- 20. August: Die Uraufführung der Oper The Generous Free-Mason von Henry Carey findet in London statt.
- 15. Oktober: Die Uraufführung der Oper Dialogo tra la vera disciplina e il Genio von Antonio Caldara erfolgt am Teatro della Favorita in Wien.
- Herbst: Die Erstfassung der Oper Ezio von Johann Adolph Hasse auf das Libretto Ezio von Pietro Metastasio hat ihre Uraufführung am Teatro San Bartolomeo in Neapel. Francesca Cuzzoni singt die weibliche Hauptrolle.

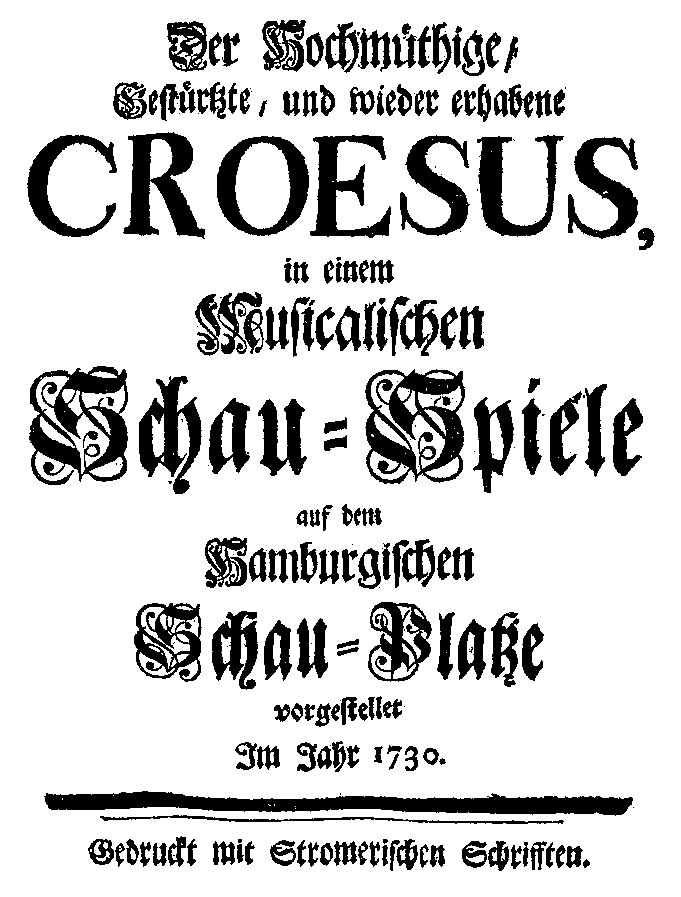
Titelblatt des Librettos von 1730

- 6. Dezember: Die von Reinhard Keiser grundsätzlich überarbeitete Neufassung der Oper Der hochmütige, gestürzte und wieder erhabene Croesus aus dem Jahr 1711 wird an der Oper am Gänsemarkt in Hamburg uraufgeführt. Das Libretto verfasste Lucas von Bostel nach dem italienischen Libretto Creso von Nicolò Minato.

### Religion

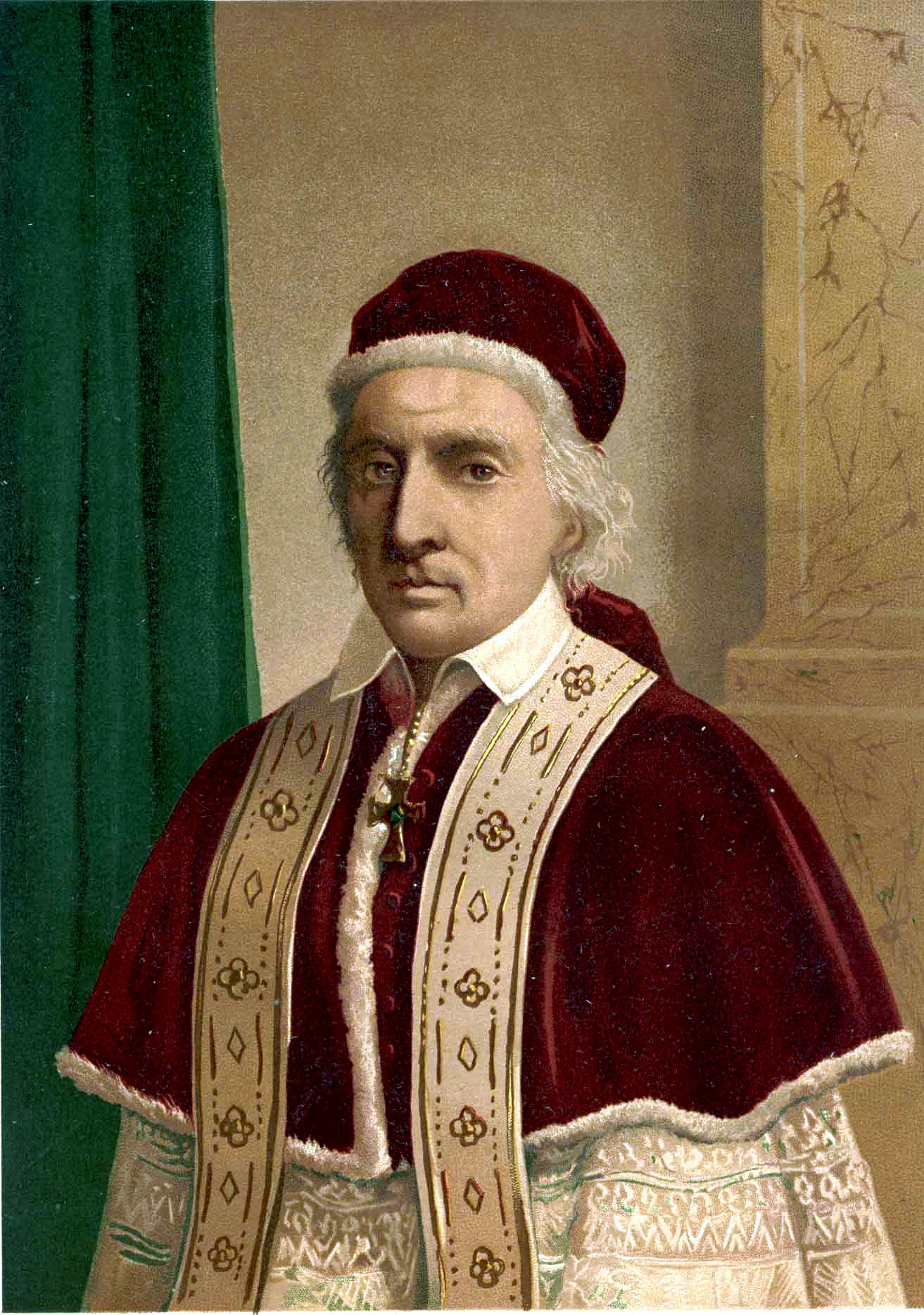
Clemens XII.

Nach einer sich über 129 Tage hinziehenden Meinungsbildung wird am 12. Juli Lorenzo Corsini vom Konklave als Nachfolger des am 21. Februar in Rom verstorbenen Benedikt XIII. zum Papst gewählt. Der fast erblindete 78-Jährige besteigt als Clemens XII. den Stuhl Petri. Die Kardinalsernennung seines Neffen Neri Maria Corsini am 14. August ist einer der wenigen nepotistischen Züge seiner Amtszeit. Seine ersten Amtshandlungen als Papst gelten der Konsolidierung der päpstlichen Finanzen. Clemens XII. verlangt Geldrückzahlungen von jenen Kurienmitgliedern, die das Vertrauen seines Vorgängers missbraucht haben. Der Hauptangeklagte, Kardinal Coscia, wird schwer bestraft und zu zehn Jahren Kerkerhaft verurteilt. Mit der neuerlichen Einführung der öffentlichen Lotterie, die zuvor aufgrund schwerer moralischer Bedenken von Benedikt XIII. unterbunden worden ist, wird eine bedeutende Einnahmequelle für den Heiligen Stuhl erschlossen. Das setzt ihn in die Lage, die Baupläne für den von ihm erworbenen Palazzo Corsini in Trastevere umzusetzen.

### Katastrophen
- 1. September: Auf Lanzarote beginnt ein Ausbruch des Vulkans Timanfaya. Die Eruptionen leiten eine mehr als fünfeinhalb Jahre dauernde verheerende Vulkantätigkeit auf der Insel ein, die auch noch mehrfach von Seebeben begleitet ist. Es entstehen dabei mehrere Krater.

## Geboren

### Januar bis April
- 06. Januar: Thomas Chittenden, US-amerikanischer Politiker, Gouverneur von Vermont († 1797)
- 14. Januar: William Whipple, US-amerikanischer Politiker, Unterzeichner der Amerikanischen Unabhängigkeitserklärung († 1785)
- 15. Januar: Louis Dutens, französischer Schriftsteller († 1812)
- 16. Januar: Johann Joachim Christoph Bode, deutscher Übersetzer († 1793)
- 21. Januar: Johann Franz Christoph Steinmetz, deutscher evangelischer Theologe († 1791)
- 23. Januar: Joseph Hewes, US-amerikanischer Politiker, Unterzeichner der Amerikanischen Unabhängigkeitserklärung († 1779)
- 30. Januar: Thomas Osbert Mordaunt, britischer Soldat und Poet († 1809)
- 06. Februar: Januarius Zick, deutscher Maler und Architekt († 1797)
- 07. Februar: Immanuel Friedrich Gregorius, deutscher lutherischer Theologe und Historiker († 1800)
- 08. Februar: Joseph Wanton, Vizegouverneur der Colony of Rhode Island and Providence Plantations († 1780)
- 24. Februar: Peter Dollond, britischer Optiker († 1820)
- 26. Februar: Johann Peter Wagner, deutscher Bildhauer († 1809)
- 01. März: Anton Wilhelm Tischbein, deutscher Maler († 1804)
- 02. März: Gottfried Christoph Beireis, deutscher Arzt und Chemiker († 1809)
- 07. März: Louis Auguste Le Tonnelier de Breteuil, französischer Diplomat († 1807)
- 01. April: Salomon Gessner, Schweizer Dichter, Maler, Grafiker und Verleger († 1788)
- 16. April: Henry Clinton, britischer General († 1795)
- 21. April: Antonín Kammel, tschechischer Komponist und Violinist († 1784)
- 30. April: Gustav Ludwig von der Marwitz, preußischer Generalleutnant († 1797)

### Mai bis August
- 02. Mai: Sigismund Anton Graf von Hohenwart, österreichischer Fürsterzbischof der Erzdiözese Wien († 1820)
- 10. Mai: George Ross, US-amerikanischer Jurist und Politiker, Unterzeichner der Amerikanischen Unabhängigkeitserklärung († 1779)
- 13. Mai: Charles Watson-Wentworth, britischer Premierminister († 1782)
- 23. Mai: August Ferdinand von Preußen, preußischer Generalmajor, Herrenmeister des Johanniterordens († 1813)
- 25. Mai: Lorenzo Quaglio, italienischer Maler und Architekt († 1804)
- 14. Juni: Antonio Sacchini, italienischer Komponist († 1786)
- 18. Juni: Samuel Luther von Geret, deutscher evangelischer Theologe, Jurist und Politiker († 1797)
- 20. Juni: Theodor de Croix, Ritter des Deutschen Ordens, Oberbefehlshaber in Kalifornien und Texas und spanischer Vizekönig von Peru († 1791)

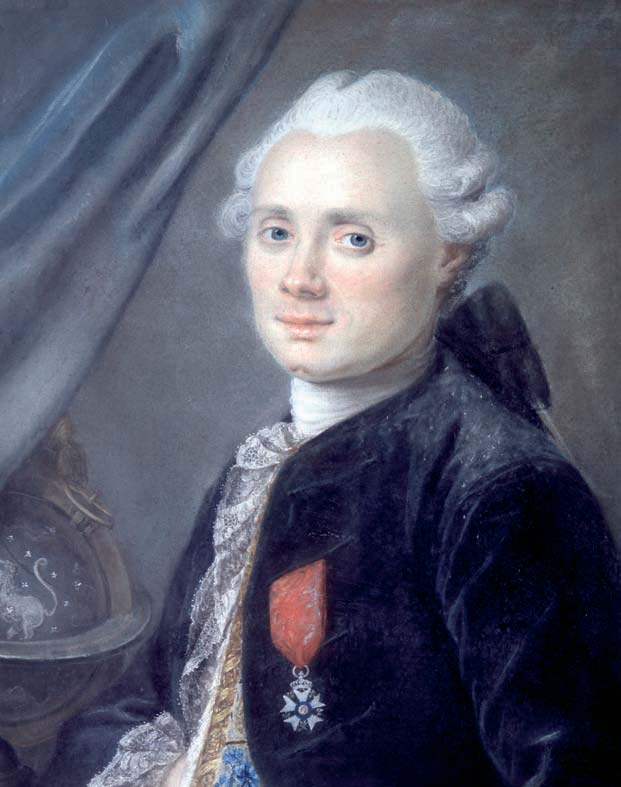
Charles Messier, um 1770

- 26. Juni: Charles Messier, französischer Astronom († 1817)
- 28. Juni: Iwan Petrowitsch Saltykow, russischer Feldmarschall († 1805)
- 08. Juli: James Wadsworth, US-amerikanischer Politiker († 1817)
- 12. Juli: Josias Ludwig Ernst Püttmann, deutscher Rechtswissenschaftler († 1796)
- 12. Juli: Anna Barbara Reinhart, Schweizer Mathematikerin († 1796)
- 14. Juli: Dirk Lohmann, deutscher Orgelbauer († 1814)
- 15. Juli: Hans Heinrich Frey, Schweizer Unternehmer († 1787)
- 22. Juli: Daniel Carroll, US-amerikanischer Politiker († 1796)
- 05. August: Georg Joachim Zollikofer, Schweizer Theologe und Kirchenliederdichter († 1788)
- 11. August: Charlotte Amalie von Hessen-Philippsthal, Herzogin und Regentin von Sachsen-Meiningen († 1801)
- 15. August: Karl Georg Lebrecht, Fürst von Anhalt-Köthen und kaiserlicher Feldmarschalleutnant († 1789)
- 19. August: Ephraim Paine, US-amerikanischer Politiker († 1785)
- 23. August: Abel Seyler, deutscher Schauspieldirektor († 1800)
- 25. August: Franz Xaver, Prinz von Sachsen und Polen, Regent des Kurfürstentums Sachsen († 1806)

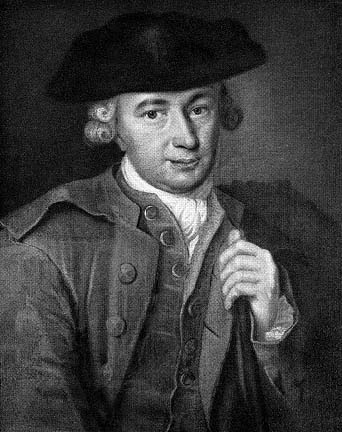
Johann Georg Hamann

- 27. August: Johann Georg Hamann, deutscher Philosoph und Schriftsteller († 1788)

### September bis Dezember
- 16. September: Franz Ludwig von Erthal, Fürstbischof von Würzburg und Bamberg († 1795)
- 17. September: Friedrich Wilhelm von Steuben, preußisch-amerikanischer General († 1794)
- 19. September: Augustin Pajou, französischer Bildhauer und Skulpteur († 1809)
- 01. Oktober: Richard Stockton, US-amerikanischer Jurist und Politiker, Unterzeichner der Amerikanischen Unabhängigkeitserklärung († 1781)
- 11. Oktober: James McLene, US-amerikanischer Politiker († 1806)
- 12. Oktober: Hannah Lightfoot, englische Quäkerin († 1759 oder 1768)
- 14. Oktober: Jean-Joseph Rodolphe, elsässischer Hornist, Geiger, Komponist und Musikpädagoge († 1812)
- 17. Oktober: Gerhard Julius Coners, deutscher evangelischer Theologe († 1797)
- 18. Oktober: Christian Gottlieb Seydlitz, deutscher Physiker und Logiker († 1808)
- 02. November: Giovanni Battista Casanova, italienischer Maler († 1795)
- 06. November: Leonardo Antonelli, italienischer Kurienkardinal († 1811)
- 09. November: Charles de Wailly, klassizistischer französischer Architekt († 1798)
- 12. oder 13. November: Caterina Gabrielli, italienische Opernsängerin († 1796)
- 16. November: Gualtherus van Doeveren, niederländischer Mediziner († 1783)
- 23. November: William Moultrie, US-amerikanischer Politiker, Gouverneur von South Carolina († 1805)
- 24. November: Alexander Wassiljewitsch Suworow, russischer Stratege und Generalissimus († 1800)
- 03. Dezember: Gottfried Eitel Ludwig von Humbracht, österreichischer Feldmarschallleutnant († 1822)
- 04. Dezember: Johann Jacob Sartorius, deutscher evangelischer Geistlicher und Pädagoge († 1790)
- 05. Dezember: José Nicolás de Azara, spanischer Politiker, Diplomat und Kunstmäzen († 1804)
- 06. Dezember: Sophie von La Roche, deutsche Schriftstellerin und Salonnière († 1807)
- 08. Dezember: Johann Hedwig, deutscher Arzt und Botaniker († 1799)
- 08. Dezember: Jan Ingenhousz, niederländischer Arzt und Botaniker († 1799)
- 13. Dezember: William Hamilton, schottischer Diplomat, Kunstsammler und Vulkanologe († 1803)
- 14. Dezember: James Bruce, schottischer Naturwissenschaftler, Geograph, Astronom, Historiker, Linguist, Botaniker, Ornithologe, Kartograph und Reisender († 1794)
- 16. Dezember: Diego Silang, philippinischer Aufständischer († 1763)
- 18. Dezember: Sophie Lalive de Bellegarde, Gräfin von Houdetot, französische Salonière († 1813)

### Genaues Geburtsdatum unbekannt
- Thomas Adams, US-amerikanischer Politiker († 1788)
- Archibald Bulloch, US-amerikanischer Politiker († 1777)
- John Cook, US-amerikanischer Politiker († 1789)
- Jacques Fleury, französischer Schriftsteller, Librettist und Komponist († 1775)
- Joseph Kaffka, deutscher Geiger und Komponist († 1796)
- Marcus Antonius de la Haye de Launay, preußischer Beamter († unbekannt)
- Charlotte Lennox, englische Schriftstellerin, Lyrikerin und Übersetzerin († 1804)
- Namiki Shōzō I., japanischer Kabuki- und Bunrakuautor († 1773)
- Darja Saltykowa, russische Adelige und Serienmörderin († 1801)
- John Morin Scott, US-amerikanischer Jurist, Offizier und Politiker († 1784)
- Mihai Șutu, Fürst der Walachei und Fürst von Moldau († 1803)

### Geboren um 1730
- 1729/1730: Jigme Lingpa: tibetischer Dzogchen-Meister der buddhistischen Nyingma-Tradition des Vajrayana
- Marcello Bernardini, italienischer Komponist und Librettist († 1819)

## Gestorben

### Erstes Halbjahr
- 01. Januar: Samuel Sewall, neuenglischer Kaufmann und Richter (* 1652)
- 07. Januar: Árni Magnússon, isländischer Gelehrter (* 1663)
- 11. Januar: Beata Sturm, württembergische Pietistin (* 1682)
- 12. Januar: Johann Christoph Schwedler, deutscher lutherischer Theologe und Kirchenlieddichter (* 1672)
- 21. Januar: Marco Ricci, venezianischer Maler (* 1676)
- 26. Januar: Henrico Albicastro, deutscher Komponist (* 1660)
- 28. Januar: Samuel Strimesius, deutscher Physiker und reformierter Theologe (* 1648)
- 29. Januar: Peter II., Kaiser von Russland (* 1715)
- 12. Februar: Luca Carlevarijs, italienischer Maler (* 1663)
- 15. Februar: Anne-Madeleine Rémusat, französische Nonne, Mystikerin und Gründerin der Association de l'Adoration perpétuelle du Sacré Cœur de Notre-Seigneur Jésus-Christ (* 1696)
- 21. Februar: Pietro Francesco Orsini, unter dem Namen Benedikt XIII. Papst (* 1649)
- 22. Februar: Jan Sapieha, Großhetmann von Litauen und Feldmarschall des Russischen Reichs (* 1675)
- 28. Februar: Michelangelo Tamburini, italienischer General der Societas Jesu (* 1648)
- 06. März: Hattori Dohō, japanischer Dichter (* 1657)
- 10. März: Therese Kunigunde von Polen, Kurfürstin von Bayern (* 1676)
- 11. März: Diego Morcillo Rubio de Auñón, spanischer Kleriker, Erzbischof von Lima und Vizekönig von Peru (* 1642)
- 23. März: Karl, Landgraf von Hessen-Kassel (* 1654)
- 10. April: Nicolas Chalon du Blé, französischer Militär, Diplomat und Außenminister (* 1652)

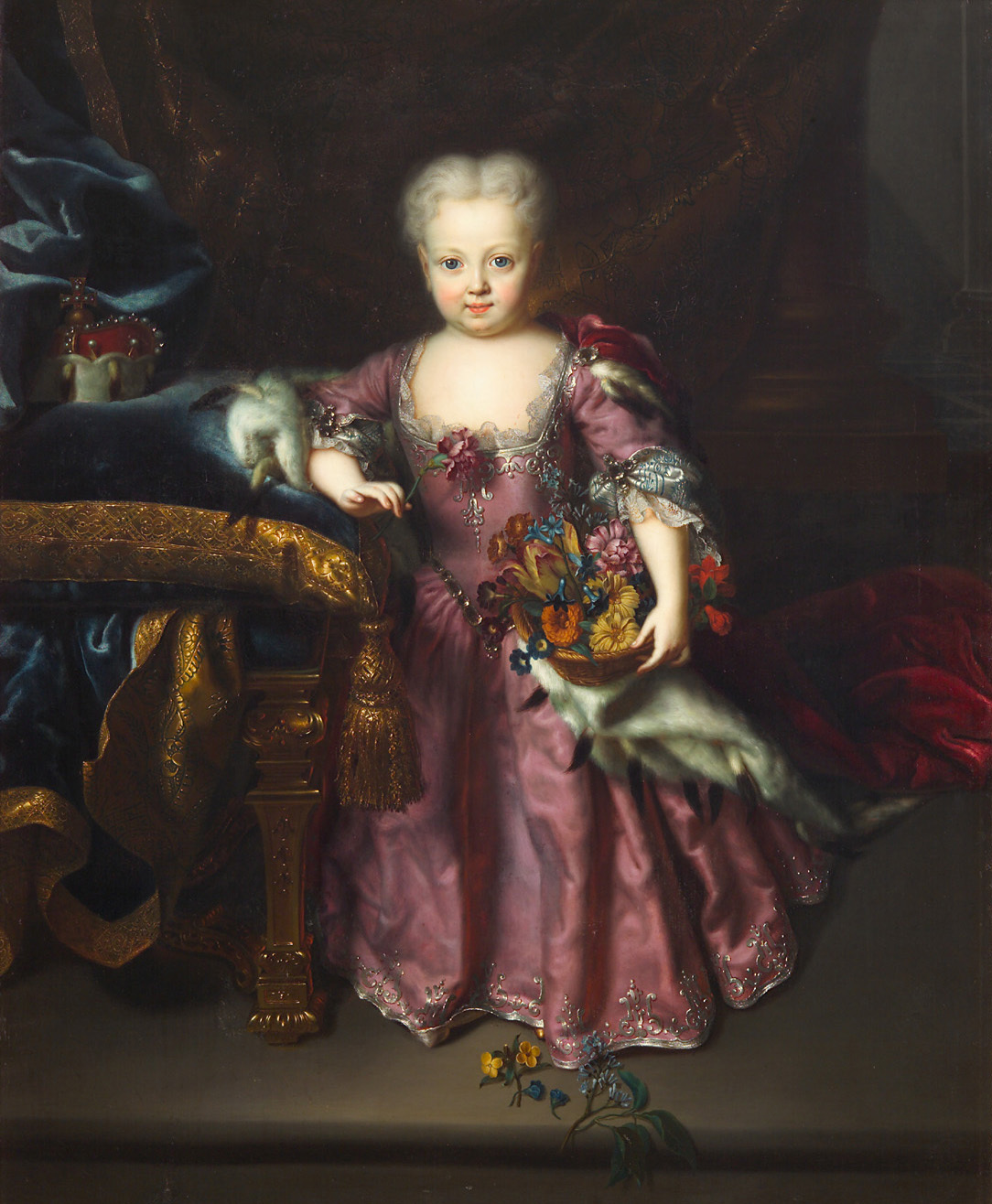
Maria Amalia im Jahr 1727

- 19. April: Maria Amalia, Erzherzogin von Österreich (* 1724)
- 23. April: Bernardo Maria Conti, italienischer Kardinal (* 1664)
- 25. April: Leopold Spiegel, süddeutscher Orgelbauer (* um 1680)
- 14. Mai: Johann Christian Dauphin, deutscher Orgelbauer (* 1682)
- zw. 27. und 29. Mai: Leonardo Vinci, italienischer Komponist (* um 1690)
- 30. Mai: Arabella Churchill, Mätresse von Jakob II. von England (* 1648)
- 20. Juni: Gabriel Grupello, flämischer Bildhauer (* 1644)
- 20. Juni: Laurentius Kremper, deutscher Geistlicher (* 1666 oder 1667)

### Zweites Halbjahr
- 07. Juli: La Buse, französischer Pirat in der Karibik und dem Indischen Ozean (* 1680/1690)
- 07. Juli: Johann Christian Buxbaum, deutscher Botaniker (* 1693)
- 09. Juli: Issachar Berend Lehmann, deutscher Bankier, Münzagent, Heereslieferant und Verhandlungsdiplomat (* 1661)
- 18. Juli: François de Neufville, duc de Villeroy, französischer General und Marschall von Frankreich (* 1644)
- 02. August: Mattias Steuchius, schwedischer lutherischer Theologe und Erzbischof von Uppsala (* 1644)
- 04. August: Maria Madlener, Opfer der Hexenverfolgung in Lindau
- 12. August: Benedicta Henriette von der Pfalz, Herzogin von Braunschweig-Calenberg (* 1652)
- 19. August: James Ogilvy, 4. Earl of Findlater, schottischer Politiker und Lordkanzler von Schottland (* 1663)
- 24. August: Jacques Garrigue, Juwelier und Kirchenvorstand der Französischen Reformierten Kirche Magdeburgs (* 1677)
- 03. September: Nicolae Mavrocordat, Fürst der Walachei und von Moldau (* 1680)
- 09. September: Charles FitzRoy, 2. Duke of Cleveland, unehelicher Sohn des englischen Königs Karl II. (* 1662)
- 10. September: Johann Caspar von Völcker, deutscher Ingenieur, Architekt, Braunschweiger Festungsbaudirektor und Generalmajor (* 1655)
- 19. September: Johann Heinrich Ulrich, Schweizer reformierter Theologe (* 1665)
- 01. Oktober: Nevşehirli Damat İbrahim Pascha, Großwesir des Osmanischen Reichs (* um 1662)
- 12. Oktober: Friedrich IV., König von Dänemark und Norwegen und Herzog von Schleswig und Holstein (* 1671)
- 19. Oktober: Paul Anton, deutscher evangelischer Theologe (* 1661)
- 25. Oktober: Johann Michael Rottmayr, Salzburger Barockmaler (* 1654)
- 06. November: Hans Hermann von Katte, preußischer Offizier und Jugendfreund Friedrichs des Großen (* 1704)
- 12. November: Friederike Elisabeth von Sachsen-Eisenach, Herzogin des kursächsischen Sekundogeniturfürstentums Sachsen-Weißenfels-Querfurt (* 1669)
- 16. November: Thomas Haffenecker, Tiroler Baumeister des Barocks (* 1669)
- 12. Dezember: John Wentworth, britischer Vizegouverneur von New Hampshire (* 1671)
- 21. Dezember: Michail Michailowitsch Golizyn, russischer Feldmarschall, Berater Peter I., Oberkommandierender der Russischen Flotte und Gouverneur Finnlands (* 1675)

### Genaues Todesdatum unbekannt
- Maria Ursula Lancastro y Abreu, portugiesisch-südamerikanische Abenteurerin (* 1682)
- Huang Ding, chinesischer Maler (* 1660)
- Nedîm, osmanischer Dichter (* 1681)
- Sai Setthathirath II., König des laotischen Königreiches von Lan Xang (* 1685)